# Alia Al Moujahid
Alia Al Moujahid (in arabo العالية مجاهد‎?; Tétouan, 15 settembre 1929 – Tétouan, 20 luglio 2012) è stata una cantante marocchina.

## Biografia
Nacque nel cuore del centro storico di Tétouan, allora nel Marocco spagnolo, da una famiglia di musicisti. Fin dalla tenera età sviluppò un interesse per la musica. Iniziò il suo apprendistato artistico nel 1941 al conservatorio di Tétouan, apprendendo l'arte musicale da artisti quali Mohammed Al-Dylan e Menana Al-Kharaz, specializzandosi nell'oud. Al termine della sua formazione, collaborò con le artiste Hajja Silli e Fama Al-Ashhab, unendosi poi all'orchestra Najm Nissawiyi.
Abbandonò la città natale nel 1957, trasferendosi con vari artisti concittadini, tra i quali Aziza Rakba, Ashousha Al Tanjawiya, Zaynab Al Tanjawiya e Ashousha Al Nasiri, a Rabat, dove conobbe un grande successo. La sua carriera conobbe un'importante svolta grazie a Sidi Abbas Al-Khayati, che la introdusse alla Radio nazionale marocchina. Al Moujahid si unì poi all'orchestra musicale arabo-andalusa di Mohammed Al Arbi Temsamani, ed in seguito all'orchestra musicale nazionale andalusa della Radio nazionale marocchina, sotto la direzione di Moulay Ahmed Loukili. Fu in quest'ultima formazione che conobbe l'artista Mohammed Taoud, che sarebbe divenuto suo marito nel 1958 e con il quale si stabilì a Salé. La coppia ebbe quattro figli. Si ritirò nel 1998, per poi morire a Tétouan nel 2012.